# 赤石川
赤石川（日语：／）或扎奥焦尔纳亚河（俄语：Река Заозёрная）是萨哈林州北庫里爾斯克區幌筵岛的河流，由西北向东南流，长11公里，流域面积38平方公里，注入太平洋。